# Ignacio Zaragoza, Sombrerete
Ignacio Zaragoza är en ort i Mexiko.   Den ligger i kommunen Sombrerete och delstaten Zacatecas, i den centrala delen av landet, 600 km nordväst om huvudstaden Mexico City. Ignacio Zaragoza ligger 2 312 meter över havet och antalet invånare är 427.
Terrängen runt Ignacio Zaragoza är platt åt nordväst, men åt sydost är den kuperad. Runt Ignacio Zaragoza är det glesbefolkat, med 14 invånare per kvadratkilometer. Närmaste större samhälle är Sombrerete, 11,1 km väster om Ignacio Zaragoza. Trakten runt Ignacio Zaragoza består i huvudsak av gräsmarker.